# Хаттон, Тимоти
Ти́моти Та́ркин Ха́ттон (англ. Timothy Tarquin Hutton, род. 16 августа 1960, Малибу) — американский актёр и режиссёр. Самый молодой актёр, получивший «Оскар» за лучшую мужскую роль второго плана.

## Биография
Тимоти Хаттон родился в семье актёра Джима Хаттона (1934—1979) и Мэрилин Адамс, учительницы. Когда ему было три года, родители разошлись и мать переехала с Тимоти и его старшей сестрой в Бостон. Семья вернулась в Калифорнию, когда ему было 12 лет.
В возрасте 16 лет разыскал отца и стал жить у него на время учёбы в Fairfax High School. После исполнения роли Нейтана Детройта в школьном мюзикле «Парни и куколки» понял, что хочет стать актёром. При содействии родителей начинает карьеру на телевидении.
На телевидении дебютировал в 1979 годах эпизодическими ролями в сериалах. Дебют в кинематографе состоялся в 1980 году в фильме Роберта Редфорда «Обыкновенные люди». За эту роль Хаттон был награждён «Золотым глобусом» и премией «Оскар» за лучшую мужскую роль второго плана. Свой «Оскар» он посвятил отцу, который скончался годом ранее.
В последующем Хаттона ожидала целая серия знаменитых фильмов: «Даниэль» об Этель и Юлиусе Розенбергах, «Отбой», «Агенты Сокол и Снеговик».
Снимался в главных ролях в мини-сериалах «Пять дней до полуночи» и «Тайны Ниро Вульфа» и сериале «Воздействие». В 2014 году исполняет одну из центральных ролей в сериале ABC «Американское преступление».

## Личная жизнь
С 1986 по 1990 год Хаттон был женат на актрисе Дебре Уингер, от которой у него есть сын Ноа (род. 1987). В 2000 году Хаттон женился на иллюстраторе Авроре Жискар д’Эстен, племяннице бывшего президента Франции Валери Жискара д’Эстена. Их сын, Майло, родился в 2001 году. В 2009 году пара объявила о расставании.
В марте 2020 года бывшая модель и актриса Сера Джонстон обвинила Хаттона в изнасиловании, произошедшем в 1983 году, когда ей было 14 лет. Ранее, в ноябре 2019 года, Джонстон подала в полицию заявление о возбуждении уголовного дела. Хаттон отверг обвинения, в ответ заявив о намерении судиться за вымогательство денег.

## Фильмография

### Актёр

#### Кино
| Год  | Название на русском               | Оригинальное название             | Роль                          | Примечания             |
| ---- | --------------------------------- | --------------------------------- | ----------------------------- | ---------------------- |
| 1965 | Никогда не поздно                 | Never Too Late                    | мальчик, бегущий к папе       | не указан в титрах     |
| 1980 | Обыкновенные люди                 | Ordinary People                   | Конрад                        |                        |
| 1981 | Отбой                             | Taps                              | Брайан Морленд                |                        |
| 1981 | —                                 | Teenage Suicide: Don’t Try It!    | рассказчик                    |                        |
| 1983 | Дэниел                            | Daniel                            | Дэниел Айзексон               |                        |
| 1984 | Ледяной человек                   | Iceman                            | доктор Стенли Шепард          |                        |
| 1985 | Агенты Сокол и Снеговик           | The Falcon and the Snowman        | Кристофер Бойс                |                        |
| 1985 | Турок 182                         | Turk 182!                         | Джимми Линч                   |                        |
| 1987 | Сделано в раю                     | Made in Heaven                    | Майк Ши / Элмо Барнетт        |                        |
| 1988 | Время судьбы                      | A Time of Destiny                 | Джек                          |                        |
| 1988 | Преданный                         | Betrayed                          | жонглер на ярмарке            | не указан в титрах     |
| 1988 | Стопроцентный американец для всех | Everybody’s All-American          | Донни «Кейк»                  |                        |
| 1989 | Вешние воды                       | Torrents of Spring                | Дмитрий Санин                 |                        |
| 1990 | Вопросы и ответы                  | Q & A                             | Эл Райли                      |                        |
| 1993 | Временная секретарша              | The Temp                          | Питер Дернс                   |                        |
| 1993 | Тёмная половина                   | The Dark Half                     | Тед Бомонт / Джордж Старк     |                        |
| 1995 | Французский поцелуй               | French Kiss                       | Чарли                         |                        |
| 1995 | Последнее слово                   | The Last Word                     | Мартин Райан                  |                        |
| 1996 | Красивые девушки                  | Beautiful Girls                   | Уилли Конуэй                  |                        |
| 1996 | Сущность огня                     | The Substance of Fire             | Мартин Гелдхарт               |                        |
| 1997 | Зона преступности                 | City of Industry                  | Ли Иган                       |                        |
| 1997 | Изображая бога                    | Playing God                       | Реймонд Блоссом               |                        |
| 1999 | Генеральская дочь                 | The General’s Daughter            | полковник Уильям Кент         |                        |
| 1999 | Эксгумация                        | Deterrence                        | Маршалл Томпсон               |                        |
| 2000 | Всего одна ночь                   | Just One Night                    | Айзек Алдер                   |                        |
| 2002 | Солнечный штат                    | Sunshine State                    | Джек Мидоуз                   |                        |
| 2004 | Тайное окно                       | Secret Window                     | Тед Милнер                    |                        |
| 2004 | Кинси                             | Kinsey                            | Пол Гебхард                   |                        |
| 2005 | Путь к себе                       | Turning Green                     | Билл Разрушитель              |                        |
| 2006 | Последний отпуск                  | Last Holiday                      | Мэттью Крейген                |                        |
| 2006 | Стефани Дейли                     | Stephanie Daley                   | Пол Крейн                     |                        |
| 2006 | Из черноты                        | Off the Black                     | мистер Тиббел                 |                        |
| 2006 | Ящик Ковака                       | The Kovak Box                     | Дэвид Нортон                  |                        |
| 2006 | Разверзлись небеса                | Heavens Fall                      | Сэмюел Лейбовиц               |                        |
| 2006 | —                                 | Falling Objects                   | Оскар Питерс                  | короткометражный фильм |
| 2006 | Ложное искушение                  | The Good Shepherd                 | Томас Уилсон                  |                        |
| 2007 | Последняя Мимзи Вселенной         | The Last Mimzy                    | Дэвид Уайлдер                 |                        |
| 2007 | Стёртая реальность                | When a Man Falls in the Forest    | Гэри Филдс                    |                        |
| 2008 | Отражения                         | Reflections                       | Том                           |                        |
| 2008 | Роскошная жизнь                   | Lymelife                          | Чарли Брэгг                   |                        |
| 2008 | Алфавитный убийца                 | The Alphabet Killer               | Ричард Ледж                   |                        |
| 2009 | Комната смерти                    | The Killing Room                  | Кроуфорд Хейнс                |                        |
| 2009 | Короткие интервью с подонками     | Brief Interviews with Hideous Men | профессор Адамс / субъект #30 |                        |
| 2009 | Это развод!                       | Serious Moonlight                 | Иэн                           |                        |
| 2009 | Брокен Хилл                       | Broken Hill                       | Джордж Макалпин               |                        |
| 2010 | Призрак                           | The Ghost Writer                  | Сидни Кролл                   |                        |
| 2010 | Многократные сарказмы             | Multiple Sarcasms                 | Гэбриел                       |                        |
| 2013 | Громче слов                       | Louder Than Words                 | Брюс Комиске                  |                        |
| 2015 | #Хоррор                           | #Horror                           | доктор Уайт                   |                        |
| 2017 | Все деньги мира                   | All the Money in the World        | Освальд Хинж                  |                        |
| 2018 | Красивый мальчик                  | Beautiful Boy                     | доктор Браун                  |                        |
| 2019 | Долгий дом                        | The Long Home                     | н/д                           |                        |
| 2020 | Глории                            | The Glorias                       | Лео Стайнем                   |                        |

#### Телевидение
| Год       | Название на русском                | Оригинальное название                    | Роль                                      | Примечания                     |
| --------- | ---------------------------------- | ---------------------------------------- | ----------------------------------------- | ------------------------------ |
| 1972—1980 | Диснейленд                         | Disneyland                               | Пол Уинтерс                               | телесериал; 2 эпизода          |
| 1978      | Пляж Зума                          | Zuma Beach                               | Арт                                       | телефильм                      |
| 1979      | Дружественный огонь                | Friendly Fire                            | Джон Маллен                               | телефильм                      |
| 1979      | Лучшее место для тебя              | The Best Place to Be                     | Томми Каллахан                            | телефильм                      |
| 1979      | —                                  | And Baby Makes Six                       | Джейсон Креймер                           | телефильм                      |
| 1979      | —                                  | Young Love, First Love                   | Дерек Клейтон                             | телефильм                      |
| 1980      | Самый пожилой выпускник            | The Oldest Living Graduate               | кадет                                     | телефильм                      |
| 1980      | Фигура отца                        | Father Figure                            | Джим                                      | телефильм                      |
| 1981      | Долгий путь домой                  | A Long Way Home                          | Дональд Бранч Бут                         | телефильм                      |
| 1991      | —                                  | Books: Feed Your Head                    | человек, читающий истории                 | эпизод: Forty Stories          |
| 1992      | Незнакомцы                         | The Stranger                             | Том                                       | телефильм                      |
| 1993      | Зельда                             | Zelda                                    | Фрэнсис Фицджеральд                       | телефильм                      |
| 1996      | Мистер и миссис Ловинг             | Mr. and Mrs. Loving                      | Ричард Ловинг                             | телефильм                      |
| 1997      | Ночной убийца                      | Dead by Midnight                         | Джон Ларкин / Сэм Эллис                   | телефильм                      |
| 1998      | Шпион                              | Aldrich Ames: Traitor Within             | Олдрич Эймс                               | телефильм                      |
| 1998      | Денежные короли                    | Vig                                      | Фрэнки                                    | телефильм                      |
| 2000      | Золотые пауки                      | The Golden Spiders: A Nero Wolfe Mystery | Арчи Гудвин                               | телефильм                      |
| 2000      | —                                  | Deliberate Intent                        | Род Смолла                                | телефильм                      |
| 2001      | Третья мировая война               | WW 3                                     | Ларри Салливан                            | телефильм                      |
| 2001—2002 | Тайны Ниро Вульфа                  | A Nero Wolfe Mystery                     | Арчи Гудвин                               | телесериал; основная роль      |
| 2004      | Пять дней до полуночи              | 5ive Days to Midnight                    | Джей Ти Ноймайер                          | мини-сериал; основная роль     |
| 2006      | Мститель                           | Avenger                                  | Фрэнк Макбрайд                            | телефильм                      |
| 2006—2007 | Похищенный                         | Kidnapped                                | Конрад Кейн                               | телесериал; основная роль      |
| 2008—2012 | Воздействие                        | Leverage                                 | Нейтан Форд                               | телесериал; основная роль      |
| 2015      | Общественная мораль                | Public Morals                            | мистер О’Брэннон                          | телесериал; 2 эпизода          |
| 2015—2017 | Американское преступление          | American Crime                           | Расс Скоки / Дэн Салливан / Николас Коатс | телесериал; основная роль      |
| 2018      | Джек Райан                         | Tom Clancy’s Jack Ryan                   | Нейтан Синджер                            | телесериал; роль второго плана |
| 2018      | Призраки дома на холме             | The Haunting of Hill House               | Хью Крейн                                 | телесериал; основная роль      |
| 2018—2019 | Как избежать наказания за убийство | How to Get Away with Murder              | Эмметт Кроуфорд                           | телесериал; роль второго плана |
| 2019      | Почти семья                        | Almost Family                            | Леон Бечли                                | телесериал; основная роль      |

### Режиссёр
- 1986 — Удивительные истории / Amazing Stories (1 эпизод)
- 1997 — Подкоп в Китай / Digging to China
- 2001—2002 — Тайны Ниро Вульфа / A Nero Wolfe Mystery (7 эпизодов)
- 2013 — Ivanov Red, White, and Blue

## Награды и номинации
| Год  | Награда        | Категория                                           | Название работы           | Результат |
| ---- | -------------- | --------------------------------------------------- | ------------------------- | --------- |
| 1981 | Оскар          | Лучшая мужская роль второго плана                   | Обыкновенные люди         | Победа    |
| 1981 | Золотой глобус | Лучший дебют актёра                                 | Обыкновенные люди         | Победа    |
| 1981 | Золотой глобус | Лучшая мужская роль второго плана в кинофильме      | Обыкновенные люди         | Победа    |
| 1982 | Золотой глобус | Лучшая мужская роль в мини-сериале или телефильме   | Долгий путь домой         | Номинация |
| 1982 | Золотой глобус | Лучшая мужская роль в драматическом кинофильме      | Отбой                     | Номинация |
| 1982 | BAFTA          | Самый многообещающий молодой актёр                  | Обыкновенные люди         | Номинация |
| 2015 | Эмми           | Лучшая мужская роль в мини-сериале или фильме       | Американское преступление | Номинация |
| 2016 | Спутник        | Лучшая мужская роль в телевизионном сериале — драма | Американское преступление | Номинация |